# Mediterranean Revival-architectuur

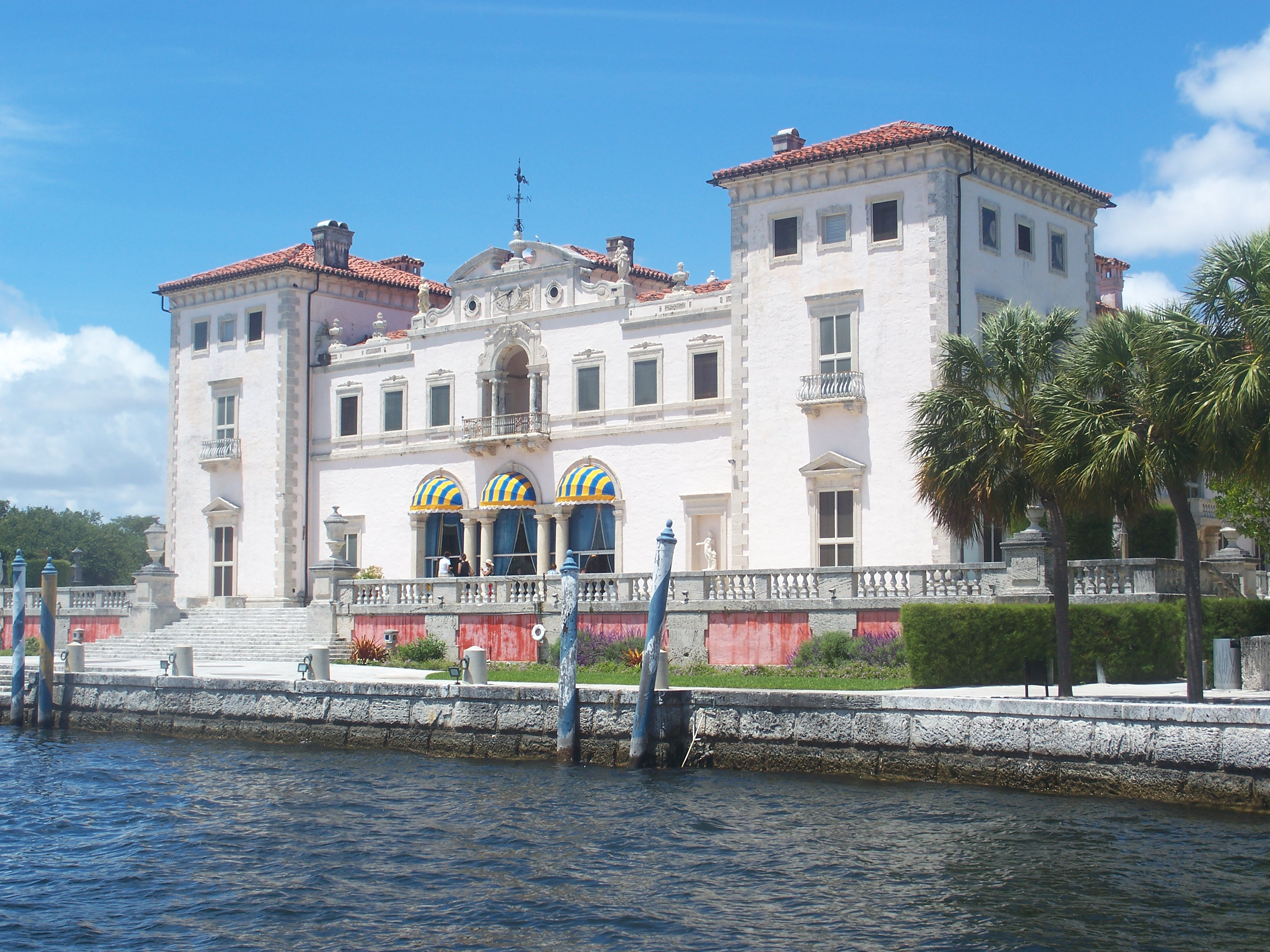
Villa Vizcaya in Florida

Mediterranean Revival architecture is een bouwstijl die in de jaren twintig en dertig van de 20e eeuw gebruikt werd in de snel groeiende kuststeden van de Amerikaanse staten Florida en Californië. De stijl is een mengeling en herwerking van Italiaanse en Spaanse renaissancearchitectuur, Spaans-koloniale architectuur en beaux-arts.
Bekende voorbeelden zijn het Breakers Hotel, Villa Vizcaya en de Freedom Tower in Florida en de Hayes Mansion en Pasadena City Hall in Californië.